# Isaac Liu

a Compétitions nationales et continentales officielles uniquement.

b Matchs officiels uniquement.
Isaac Liu, né le 26 avril 1991 à Auckland (Nouvelle-Zélande), est un joueur de rugby à XIII australien d'origine samoane au poste de pilier, de deuxième ligne ou de troisième ligne dans les années 2010. Il fait ses débuts en National Rugby League en 2013 avec les Roosters de Sydney où il y devient rapidement titulaire. Il remporte le titre de NRL en 2013 sans toutefois disputer la finale.
Ses performances en club l'amènent en sélection des Samoa depuis 2014 puis en sélection de Nouvelle-Zélande en 2017 avec laquelle il dispute la Coupe du monde 2017.

## Palmarès
- Collectif :
  - Vainqueur du World Club Challenge : 2019 et 2020 (Sydney Roosters).
  - Vainqueur de la National Rugby League : 2013[3], 2018 et 2019 (Sydney Roosters).

## Détails

### En sélection

#### Coupe du monde
| Édition        | Rang            | Résultats pays | Résultats Taumalolo | Matchs Taumalolo |
| -------------- | --------------- | -------------- | ------------------- | ---------------- |
| Australie 2017 | Quart-de-finale | 2 v, 0 n, 2 d  | 1 v, 0 n, 2 d       | 3/4              |

Légende : v = victoire ; n = match nul ; d = défaite.

#### Détails en sélection
| Matchs internationaux d'Isaac Liu        | Matchs internationaux d'Isaac Liu | Matchs internationaux d'Isaac Liu | Matchs internationaux d'Isaac Liu | Matchs internationaux d'Isaac Liu | Matchs internationaux d'Isaac Liu | Matchs internationaux d'Isaac Liu | Matchs internationaux d'Isaac Liu | Matchs internationaux d'Isaac Liu | Matchs internationaux d'Isaac Liu | Matchs internationaux d'Isaac Liu | Matchs internationaux d'Isaac Liu |
|                                          | Date                              | Adversaire                        | Résultat                          | Compétition                       | Poste                             | Points                            | Essais                            | Pen.                              | Drops                             |                                   |                                   |
| ---------------------------------------- | --------------------------------- | --------------------------------- | --------------------------------- | --------------------------------- | --------------------------------- | --------------------------------- | --------------------------------- | --------------------------------- | --------------------------------- | --------------------------------- | --------------------------------- |
| sous les couleurs des Samoa              |                                   |                                   |                                   |                                   |                                   |                                   |                                   |                                   |                                   |                                   |                                   |
| 1.                                       | 3 mai 2014                        | Fidji                             | 32-16                             | Amical                            | Troisième ligne                   | -                                 | -                                 | -                                 | -                                 |                                   |                                   |
| 2.                                       | 25 octobre 2014                   | Angleterre                        | 26-32                             | Quatre Nations                    | Remplaçant                        | 4                                 | 1                                 | -                                 | -                                 |                                   |                                   |
| 3.                                       | 1er novembre 2014                 | Nouvelle-Zélande                  | 12-14                             | Quatre Nations                    | Pilier                            | -                                 | -                                 | -                                 | -                                 |                                   |                                   |
| 4.                                       | 9 novembre 2014                   | Australie                         | 18-44                             | Quatre Nations                    | Pilier                            | -                                 | -                                 | -                                 | -                                 |                                   |                                   |
| 5.                                       | 2 mai 2015                        | Tonga                             | 18-16                             | Amical                            | Troisième ligne                   | -                                 | -                                 | -                                 | -                                 |                                   |                                   |
| sous les couleurs de la Nouvelle-Zélande |                                   |                                   |                                   |                                   |                                   |                                   |                                   |                                   |                                   |                                   |                                   |
| 1.                                       | 28 octobre 2017                   | Samoa                             | 38-8                              | Coupe du monde                    | Remplaçant                        | -                                 | -                                 | -                                 | -                                 |                                   |                                   |
| 2.                                       | 11 novembre 2017                  | Tonga                             | 22-28                             | Coupe du monde                    | Remplaçant                        | -                                 | -                                 | -                                 | -                                 |                                   |                                   |
| 3.                                       | 18 novembre 2017                  | Fidji                             | 2-4                               | Coupe du monde                    | Remplaçant                        | -                                 | -                                 | -                                 | -                                 |                                   |                                   |

### En club
| Saison | Club            | Compétition           | Matchs | Points | Essais | Buts | Drop |
| ------ | --------------- | --------------------- | ------ | ------ | ------ | ---- | ---- |
| 2013   | Sydney Roosters | National Rugby League | 15     | 0      | 0      | 0    | 0    |
| 2014   | Sydney Roosters | National Rugby League | 23     | 8      | 2      | 0    | 0    |
| 2015   | Sydney Roosters | National Rugby League | 26     | 4      | 1      | 0    | 0    |
| 2016   | Sydney Roosters | National Rugby League | 22     | 4      | 1      | 0    | 0    |
| 2017   | Sydney Roosters | National Rugby League | 22     | 8      | 2      | 0    | 0    |
| 2018   | Sydney Roosters | National Rugby League | 24     | 20     | 5      | 0    | 0    |